# Luis Trenker

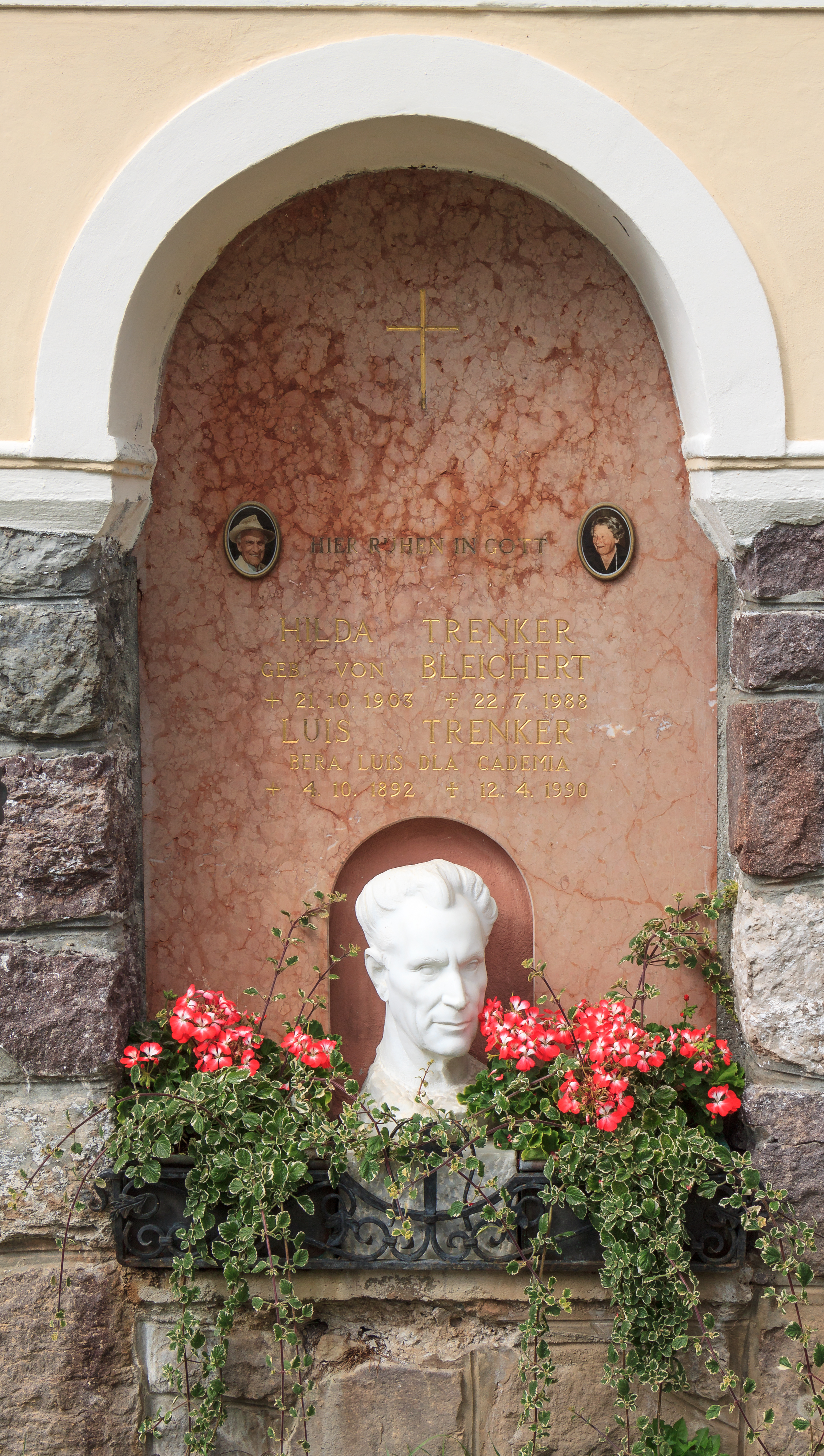
Placa conmemorativa junto a la tumba de Luis Trenker

Luis Trenker (cuyo nombre original era Alois Franz Trenker, 4 de octubre de 1892 - 12 de abril de 1990) fue un director de cine, actor y arquitecto austro-italiano.
Fue bautizado como Alois Franz Trenker el 4 de octubre de 1892 en St. Ulrich, que en aquella época formaba parte del Imperio austrohúngaro. Trenker comenzó sus estudios de arquitectura en 1912 hasta que los interrumpió la Primera Guerra Mundial. Sirvió fundamentalmente en los Alpes contra el ejército italiano. Escribió varios libros basados en sus experiencias durante la guerra, siendo el más destacado Fort Rocca Alta y Berge in Flammen (en castellano, Montañas en llamas), realizando en 1931 una película a partir del segundo.
Finalizada la guerra, retomó sus estudios, trabajando en Bolzano como arquitecto.
Su primer contacto con el cine tuvo lugar en 1921, cuando asistió al director Arnold Fanck en una de sus películas sobre montañismo. Puesto que el actor principal resultó ser incapaz de realizar los stunts necesarios, Trenker asumió el papel principal. Poco a poco, jugó más papeles, de modo que hacia 1928 ya estaba escribiendo, dirigiendo e interpretando sus propias películas. Desde entonces, abandonó su trabajo como arquitecto para concentrarse en sus películas. Se casó con Hilde Bleichert, con la que tuvo cuatro hijos.
El tema principal en el trabajo de Trenker fue la idealización de la conexión entre los hombres y mujeres y su tierra, destacando la decadencia de la vida en la ciudad (aspecto más evidente en su película "Der verlorene Sohn" / "El hijo pródigo") de 1938. Esto fue reinterpretado por los propagandistas del régimen nazi, quienes se aprovecharon de los elementos nacionalistas que pudieron encontrar en su obra. No obstante, Trenker rechazó permitir que su trabajo fuera subvertido de ese modo, así que se trasladó a Roma para eludir la presión del Gobierno. Tras la realización de un par de documentales, Trenker regresó a Bolzano, dejando de hacer películas. A pesar de todo, el estilo que desarrolló no se limitó a los clichés nacionalistas, folclóricos o heroicos; su imitación de un hambriento, inmigrante de los suburbios en la época de la Gran Depresión fue considerada como una de las escenas que darían origen al neorrealismo italiano, que posteriormente haría famoso a Roberto Rossellini.
Después de la guerra, Trenker fue acusado de oportunismo fascista aunque finalmente los cargos fueron retirados. A mediados de los años 50 volvió a rodar películas, aunque hacia 1965 ya había pasado esencialmente al formato documental, dedicándose en especial a la región austriaca del Tirol. También volvió a escribir sobre las montañas.
Trenker murió a la edad de 97 años el 12 de abril de 1990.

## Premios y distinciones
Festival Internacional de Cine de Venecia
| Año  | Categoría                 | Película                   | Resultado |
| ---- | ------------------------- | -------------------------- | --------- |
| 1936 | Mejor Película Extranjera | El emperador de California | Ganador   |